# فلوريان كارفاليو
فلوريان كارفاليو (بالفرنسية: Florian Carvalho)‏ هو عداء المسافات المتوسطة فرنسي، ولد في 9 مارس 1989 في فونتينبلو في فرنسا.

## وصلات خارجية
- فلوريان كارفاليو على موقع الاتحاد الدولي لألعاب القوى (الإنجليزية)
- فلوريان كارفاليو على موقع الاتحاد الفرنسي لألعاب القوى (الفرنسية)
- فلوريان كارفاليو على موقع الدوري الماسي (الإنجليزية)
- فلوريان كارفاليو على موقع اللجنة الأولمبية الدولية (الإنجليزية)
- فلوريان كارفاليو على موقع أوليمبيديا (الإنجليزية)
- فلوريان كارفاليو على موقع اللجنة الأولمبية الفرنسية (مؤرشف) (الفرنسية)